# 弗拉姆群島
弗拉姆群島（英語：Fram Islands），是南極洲的群島，位於阿黛利地，屬於地質學群島的一部分，處於測地角西北面4公里，現時由南極條約體系管理。